# Crataegus aestivalis
Crataegus aestivalis — вид квіткових рослин із родини трояндових (Rosaceae).

## Біоморфологічна характеристика
Це кущ або дерево 3–12 метрів заввишки. Нові гілочки червонуваті, голі; 1-річні темно-коричневі (в кінці літа); колючки на 1-річних гілочках темні, ± блискучі, старші сіруваті, 2–4 см. Листки: ніжки листків 3–8 мм; листові пластини темно-зелені, від еліптичних до зворотно-ланцетних або вузько-ланцетних, 3–5 см (іноді значно більше на подовжених пагонах, іноді мало-лопатеві, іноді глибоко, навіть майже 3-роздільні), краї цілі проксимально, від зубчастих до городчастих на дистальних 1/2, зазвичай залозисті, верхівка гостра до субтупої, нижня поверхня гола, за винятком волосків у пазухах бічних жилок, іноді також уздовж середньої жилки, верх ± блискучий, шершавий або гладкий. Суцвіття 2–4-квіткові зонтики. Квітки діаметром 12–30 мм. Яблука червоні, іноді жовті, 8–20 мм у діаметрі, блискучі. Період цвітіння: лютий — березень (пізніше на північ); період плодоношення: травень — липень.

## Середовище проживання
Зростає на південному сході США — Алабама, Флорида, Джорджія, Міссісіпі, Північна Кароліна, Південна Кароліна, Вірджинія.
Населяє сезонно затоплювані западини, канави, береги річок; на висотах 10–100 метрів.